# Pachalik de Varat
1660–1692
Entités précédentes :
- Transylvanie
- Pachalik de Budin
- Pachalik de Temeşvar

Entités suivantes :
- Monarchie de Habsbourg

Le pachalik de Varat ou eyalet de Varat (turc osmanli : Eyalet-i Varat ; hongrois : Váradi ejálet) était une des provinces de la Hongrie ottomane. Sa capitale était Varat.